# Jasmine (cantora finlandesa)
Jasmine Tatjana Anette Valentin (nome artístico Jasmine) é uma cantora finlandesa de etnia cigana. 
Ela representou a Finlândia no Festival Eurovisão da Canção 1996, onde interpretou o tema Niin kaunis on taivas e onde se classificou em 23.ºlugar.. Depois de participar na Eurovisão fez várias tournés em vários países como Turquia, Espanha e Grécia.

## References
1. ↑  http://www.iltalehti.fi/popstars/200805167662258_ps.shtml
2. ↑  Jasmine was the "wrongest choice". esctoday.com
3. ↑  Viisuedustaja Jasmine Oslossa 1996. (em finlandês)